# Pitohui (genre)
Pour l’article homonyme, voir Pitohui.
Genre
Le genre Pitohui regroupe plusieurs espèces d'oiseaux de la famille des Oriolidae.
Il ne faut pas confondre ce genre avec d'autres oiseaux appelés « pitohui » en français, ce nom étant alors un nom vernaculaire employé pour composer le nom d'espèces n'appartenant pas nécessairement au genre Pitohui.
Ses membres sont repartis en Nouvelle-Guinée.

## Toxicité
Le Pitohui bicolore, qui est aussi le premier à avoir été découvert par la communauté scientifique et le Pitohui variable, ont la rare particularité d'être des oiseaux vénéneux puisque leur peau et leurs plumes contiennent une toxine proche de la batrachotoxine,,, sécrétées par certaines grenouilles tropicales. 
Le Pitohui huppé et le Pitohui noir, qui ont longtemps appartenu à ce genre sont eux aussi vénéneux, mais dans une moindre mesure. Un dernier oiseau, connu pour être vénéneux mais n'appartenant pas non plus à ce genre, est l'Ifrita de Kowald.

## Taxinomie
Les travaux de Jønsson et al. (2008, 2010), Dumbacher et al. (2008) et Dumbacher (2013) montrent que le genre Pitohui est un lignage frère du genre Oriolus.  Cela aboutit à une révision complète du genre Pitohui, qui était de plus polyphylétique, dans la classification de référence (version 3.4, 2013) du Congrès ornithologique international. Il ne conserve que deux des six espèces dont il était constitué jusque-là. Il s'y ajoute deux nouvelles espèces séparées de Pitohui kirhocephalus (P. cerviniventris et P. uropygialis), et il est déplacé dans la famille des Oriolidae.
Trois espèces qui appartenaient auparavant à ce genre (Pitohui incertus, Pitohui ferrugineous et Pitohui nigrescens) sont conservées dans la famille des Pachycephalidae sous les noms scientifiques respectifs de Pseudorectes incertus (Pitohui à ventre clair), Pseudorectes ferrugineus (Pitohui rouilleux) et Melanorectes nigrescens (Pitohui noir).
Jønsson et al. (2008, 2010) et Dumbacher et al. (2008) montrent aussi que le Pitohui huppé (jusque-là Pitohui cristatus) n'est apparenté à aucune des espèces placées dans le genre Pitohui. Il est donc sorti du genre et placé en incertae sedis (ie. placement taxinomique indéterminé) dans le genre Ornorectes.

### Liste des espèces
D'après la classification de référence (version 3.4, 2013) du Congrès ornithologique international (ordre phylogénique) :
- Pitohui kirhocephalus – (Pitohui variable)
- Pitohui cerviniventris – (?)
- Pitohui uropygialis – (?)
- Pitohui dichrous – Pitohui bicolore